# Sitionuevo
Sitionuevo è un comune della Colombia facente parte del dipartimento di Magdalena.
Il centro abitato venne fondato da Fernando Mier nel 1751, mentre l'istituzione del comune è del 1848.